# Agriphila inquinatella
Agriphila inquinatella  (лат.) — вид чешуекрылых насекомых из семейства огнёвок-травянок. Распространён в Европе, Закавказье, Иордании, и Туркменистане. Размах крыльев 21—27 мм. Бабочки активны в сумерках; летят на искусственный свет ночью и на сахарные изделия. Гусеницы, находясь внутри тонких сплетённых шёлковых домиков, питаются на поверхности почвы корнями и основанием стеблей овсяницы овечьей, мятлика, Barbula muralis и др. трав.